# Divizia Națională 2010/11
Die Divizia Națională 2010/11 war die 20. Saison der höchsten moldauischen Spielklasse im Männerfußball. Sie begann am 24. Juli 2010 und endete am 22. Mai 2011.
FC Dacia Chișinău wurde mit neun Punkten Vorsprung Meister vor dem Vorjahressieger Sheriff Tiraspol. Dacia Chișinău stand bereits drei Spieltage vor Saisonende als Meister fest. In die Divizia A absteigen mussten der CF Găgăuzia und der FC Dinamo Bender.

## Modus
Die 14 Mannschaften traten an insgesamt 39 Spieltagen jeweils drei Mal gegeneinander an. Die Teams, die nach 26 Spielen die ersten sieben Plätze belegten hatten ein Heimspiel mehr als die Teams auf den unteren sieben Plätzen. Die beiden letzten Vereine stiegen ab.

## Mannschaften
| Verein                    | Stadt      | Stadion                 | Kapazität |
| ------------------------- | ---------- | ----------------------- | --------- |
| FC Dinamo Bender          | Bender     | Dinamo Stadion          | 05.000    |
| Academia UTM Chișinău     | Chișinău   | CST UTM                 | 02.888    |
| FC Costuleni              | Costuleni  | CSR Orhei               | 02.539    |
| CSCA-Rapid Chișinău       | Ghidighici | Ghidighici-Stadion      | 01.500    |
| FC Dacia Chișinău         | Chișinău   | Stadionul Zimbru        | 10.600    |
| CF Găgăuzia               | Comrat     | Stadionul Comrat        | 04.000    |
| FC Iskra-Stali Rîbnița    | Rîbnița    | Orășenesc-Stadion       | 04.500    |
| FC Milsami                | Orhei      | CSR Orhei               | 02.539    |
| FC Nistru Otaci           | Ocnița     | Călărășăuca-Stadion     | 02.000    |
| FC Olimpia Bălți          | Bălți      | Stadionul Olimpia Bălți | 05.953    |
| Sfîntul Gheorghe Suruceni | Suruceni   | Suruceni-Stadion        | 02.000    |
| Sheriff Tiraspol          | Tiraspol   | Sheriff-Stadion         | 13.460    |
| FC Tiraspol               | Tiraspol   | Sheriff-Stadion         | 13.460    |
| Zimbru Chișinău           | Chișinău   | Stadionul Zimbru        | 10.600    |

## Abschlusstabelle
| Pl. | Verein                    | Sp. | S  | U  | N  | Tore    | Diff. | Punkte |
| --- | ------------------------- | --- | -- | -- | -- | ------- | ----- | ------ |
| 1.  | Dacia Chișinău            | 39  | 27 | 11 | 1  | 066:160 | +50   | 92     |
| 2.  | Sheriff Tiraspol (M, P)   | 39  | 24 | 11 | 4  | 081:160 | +65   | 83     |
| 3.  | FC Milsami                | 39  | 23 | 9  | 7  | 071:230 | +48   | 78     |
| 4.  | Zimbru Chișinău           | 39  | 22 | 10 | 7  | 056:200 | +36   | 76     |
| 5.  | Iskra-Stali Rîbnița       | 39  | 21 | 11 | 7  | 062:260 | +36   | 74     |
| 6.  | Olimpia Bălți             | 39  | 21 | 11 | 7  | 059:310 | +28   | 74     |
| 7.  | FC Tiraspol               | 39  | 17 | 6  | 16 | 057:450 | +12   | 57     |
| 8.  | CSCA-Rapid Chișinău       | 39  | 15 | 10 | 14 | 039:370 | +2    | 55     |
| 9.  | Academia UTM Chișinău     | 39  | 14 | 10 | 15 | 044:370 | +7    | 52     |
| 10. | FC Costuleni (N)          | 39  | 7  | 6  | 26 | 023:680 | −45   | 27     |
| 11. | FC Nistru Otaci           | 39  | 7  | 4  | 28 | 033:750 | −42   | 25     |
| 12. | Sfîntul Gheorghe Suruceni | 39  | 6  | 7  | 26 | 030:830 | −53   | 25     |
| 13. | CF Găgăuzia (N)           | 39  | 7  | 2  | 30 | 038:890 | −51   | 23     |
| 14. | FC Dinamo Bender          | 39  | 6  | 4  | 29 | 025:118 | −93   | 22     |

Platzierungskriterien: 1. Punkte – 2. Direkter Vergleich (Punkte, Tordifferenz, geschossene Tore) – 3. Tordifferenz – 4. geschossene Tore

| (M) | amtierender moldauischer Meister     |
| (P) | amtierender moldauischer Pokalsieger |
| (N) | Neuaufsteiger                        |

## Kreuztabelle

### Spieltage 1–26
| 2010/11                   | Academia UTM Chișinău | CSCA-Rapid Chișinău | FC Costuleni | FC Dacia Chișinău | FC Dinamo Bender | CF Găgăuzia | Iskra-Stali Rîbnița | FC Milsami | Nistru Otaci | FC Olimpia Bălți | Sfîntul Gheorghe Suruceni |     | FC Tiraspol | Zimbru Chișinău |
| ------------------------- | --------------------- | ------------------- | ------------ | ----------------- | ---------------- | ----------- | ------------------- | ---------- | ------------ | ---------------- | ------------------------- | --- | ----------- | --------------- |
| Academia UTM Chișinău     |                       | 0:0                 | 0:1          | 0:0               | 1:1              | 3:0         | 0:0                 | 1:0        | 1:0          | 0:1              | 2:0                       | 1:0 | 3:0         | 0:1             |
| CSCA-Rapid Chișinău       | 2:0                   |                     | 1:0          | 0:2               | 2:0              | 2:1         | 0:0                 | 0:1        | 1:0          | 1:1              | 2:0                       | 1:1 | 2:0         | 0:0             |
| FC Costuleni              | 1:5                   | 1:2                 |              | 1:2               | 0:0              | 2:1         | 1:3                 | 0:7        | 2:1          | 0:1              | 0:3                       | 0:0 | 1:2         | 0:2             |
| FC Dacia Chișinău         | 3:1                   | 1:0                 | 3:1          |                   | 5:0              | 1:0         | 0:0                 | 0:0        | 1:1          | 3:1              | 7:0                       | 0:0 | 2:0         | 1:1             |
| FC Dinamo Bender          | 1:5                   | 0:1                 | 1:0          | 0:2               |                  | 0:4         | 0:1                 | 0:3        | 3:2          | 0:8              | 0:2                       | 0:7 | 0:3         | 1:0             |
| CF Găgăuzia               | 0:3                   | 1:2                 | 0:3          | 1:4               | 5:4              |             | 0:4                 | 0:2        | 5:1          | 1:2              | 2:1                       | 0:4 | 1:3         | 0:0             |
| FC Iskra-Stali Rîbnița    | 0:0                   | 1:0                 | 5:0          | 1:2               | 4:0              | 1:0         |                     | 0:1        | 1:1          | 0:0              | 4:0                       | 0:1 | 4:2         | 2:1             |
| FC Milsami                | 1:1                   | 3:0                 | 2:0          | 1:2               | 1:1              | 2:1         | 0:0                 |            | 5:0          | 0:0              | 2:1                       | 0:1 | 5:1         | 1:0             |
| FC Nistru Otaci           | 0:1                   | 0:4                 | 1:0          | 1:1               | 0:2              | 3:0         | 0:1                 | 0:1        |              | 0:2              | 1:0                       | 0:3 | 4:2         | 1:5             |
| FC Olimpia Bălți          | 3:2                   | 3:0                 | 4:1          | 1:2               | 1:0              | 1:0         | 0:1                 | 0:0        | 1:0          |                  | 4:1                       | 0:0 | 0:4         | 1:1             |
| Sfîntul Gheorghe Suruceni | 1:1                   | 0:0                 | 1:2          | 0:2               | 1:2              | 2:2         | 2:2                 | 0:4        | 2:1          | 0:2              |                           | 1:1 | 0:2         | 0:3             |
| Sheriff Tiraspol          | 1:1                   | 4:0                 | 1:1          | 3:0               | 2:0              | 3:0         | 1:0                 | 2:0        | 1:0          | 1:1              | 4:0                       |     | 3:0         | 1:0             |
| FC Tiraspol               | 2:1                   | 1:0                 | 3:0          | 0:0               | 4:1              | 5:0         | 0:0                 | 1:2        | 4:0          | 1:3              | 1:0                       | 0:3 |             | 0:2             |
| Zimbru Chișinău           | 1:0                   | 0:0                 | 1:0          | 0:1               | 6:1              | 1:0         | 0:1                 | 0:0        | 2:0          | 0:0              | 2:1                       | 1:1 | 1:0         |                 |

### Spieltage 27–39
| 2010/11                   | Academia UTM Chișinău | CSCA-Rapid Chișinău | FC Costuleni | FC Dacia Chișinău | FC Dinamo Bender | CF Găgăuzia | Iskra-Stali Rîbnița | FC Milsami | Nistru Otaci | FC Olimpia Bălți | Sfîntul Gheorghe Suruceni |     | FC Tiraspol | Zimbru Chișinău |
| ------------------------- | --------------------- | ------------------- | ------------ | ----------------- | ---------------- | ----------- | ------------------- | ---------- | ------------ | ---------------- | ------------------------- | --- | ----------- | --------------- |
| Academia UTM Chișinău     |                       | –                   | 1:0          | –                 | –                | 0:2         | –                   | –          | –            | 0:2              | –                         | 1:0 | 1:1         | 0:2             |
| CSCA-Rapid Chișinău       | 4:2                   |                     | –            | 0:0               | 2:0              | –           | 1:2                 | 0:1        | 3:2          | –                | 1:3                       | –   | –           | –               |
| FC Costuleni              | –                     | 0:0                 |              | 0:1               | –                | –           | 0:1                 | 0:3        | 2:0          | –                | –                         | –   | 0:0         | –               |
| FC Dacia Chișinău         | 2:0                   | –                   | –            |                   | 3:1              | –           | –                   | –          | 2:0          | 2:0              | 3:0                       | 1:1 | –           | 1:0             |
| FC Dinamo Bender          | 1:1                   | –                   | 0:1          | –                 |                  | 1:0         | –                   | –          | –            | 0:2              | –                         | 0:7 | –           | 1:6             |
| CF Găgăuzia               | –                     | 1:3                 | 2:1          | 0:2               | –                |             | 0:3                 | 0:3        | –            | –                | –                         | –   | 1:2         | –               |
| FC Iskra-Stali Rîbnița    | 3:2                   | –                   | –            | 0:1               | 6:1              | –           |                     | 2:2        | 2:1          | –                | 3:1                       | –   | –           | 0:0             |
| FC Milsami                | 1:0                   | –                   | –            | 0:0               | 7:2              | –           | –                   |            | 1:2          | 2:1              | 4:0                       | –   | –           | 1:2             |
| FC Nistru Otaci           | 1:0                   | –                   | –            | –                 | 4:0              | 1:2         | –                   | –          |              | 0:3              | –                         | 1:3 | –           | 2:4             |
| FC Olimpia Bălți          | –                     | 2:1                 | 0:0          | –                 | –                | 4:2         | 2:1                 | –          | –            |                  | 1:1                       | 1:0 | 0:3         | –               |
| Sfîntul Gheorghe Suruceni | 0:2                   | –                   | 2:0          | –                 | 2:0              | 1:3         | –                   | –          | 1:1          | –                |                           | –   | 0:1         | –               |
| Sheriff Tiraspol          | –                     | 2:1                 | 4:0          | –                 | –                | 5:1         | 2:1                 | 2:1        | –            | –                | 6:0                       |     | 0:0         | –               |
| FC Tiraspol               | –                     | 0:0                 | –            | 0:1               | 7:0              | –           | 1:2                 | 0:1        | 1:0          | –                | –                         | –   |             | –               |
| Zimbru Chișinău           | –                     | 1:0                 | 2:1          | –                 | –                | 3:1         | –                   | –          | –            | 0:0              | 3:0                       | 1:0 | 1:0         |                 |

## Torschützenliste
| Rang | Spieler            | Verein           | Tore |
| ---- | ------------------ | ---------------- | ---- |
| 1.   | Gheorghe Boghiu    | FC Milsami       | 26   |
| 2.   | Ghenadie Orbu      | Dacia Chișinău   | 21   |
| 3.   | Mahai Cojusea      | CF Găgăuzia      | 19   |
| 4.   | Alexandru Popovici | Dacia Chișinău   | 16   |
| 5.   | Levan Korgalidze   | Dacia Chișinău   | 13   |
| 5.   | Amath Diedhiou     | Sheriff Tiraspol | 13   |